# Peintre de Meidias

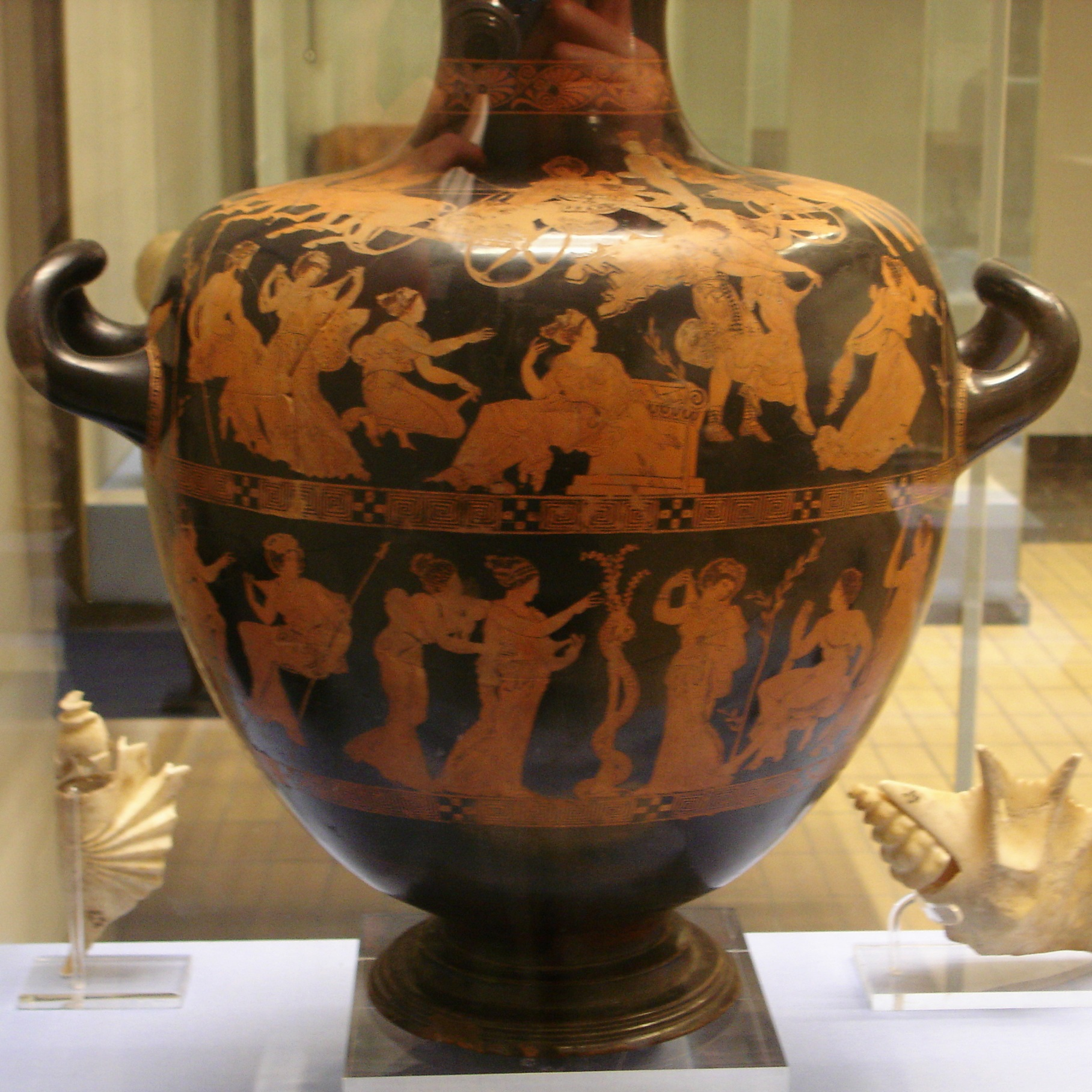
Le rapt des Leucippices par les Dioscures sous le regard d'Aphrodite, assise au-dessous. Hydrie conservée au British Museum.

Le peintre de Meidias est un peintre de vases à figures rouges façonnés par le potier Meidias (d’où son nom). Nous ne disposons que d'un seul vase signé du nom du potier, une hydrie conservée au British Museum, mais les analyses stylistiques ont permis d'attribuer au peintre d'autres œuvres. Actif entre 420 et 400 av. J.-C. à Athènes, il est une figure importante du style fleuri en figure rouge. 

## Style
Son style est emblématique du style fleuri, et s'inspire du style riche (sculpture) du Ve siècle av. J.-C. Il se caractérise par une abondance de détails dans un style miniaturiste, et une prédilection pour la représentation de femmes autour d'Aphrodite.
La composition de ses œuvres s'inspire du style de Polygnote, car elle est constituée de frises figurées, et non d'une seule ligne de sol commune à tous les personnages. Les formes de vase favorites du Peintre de Meidias et de son entourage sont l'hydrie, les grands lécythes, les cruches, certaines pyxides et lékanides. 
Ses figures sont reconnaissables par leurs longs profils, leurs yeux larges, leurs petites bouches, leurs mentons arrondis. Elles sont fréquemment de trois quarts. Il porte une attention particulière aux détails des vêtements, aux bijoux et aux cheveux : toutes les figures féminines portent des boucles d'oreille, des colliers, des bracelets ou des ornements de cheveux dans des coiffures élaborées, dont les mèches sont dessinées avec précision. Il a une préférence pour les sujets mythologiques. 